# Embraer E-Jet E2

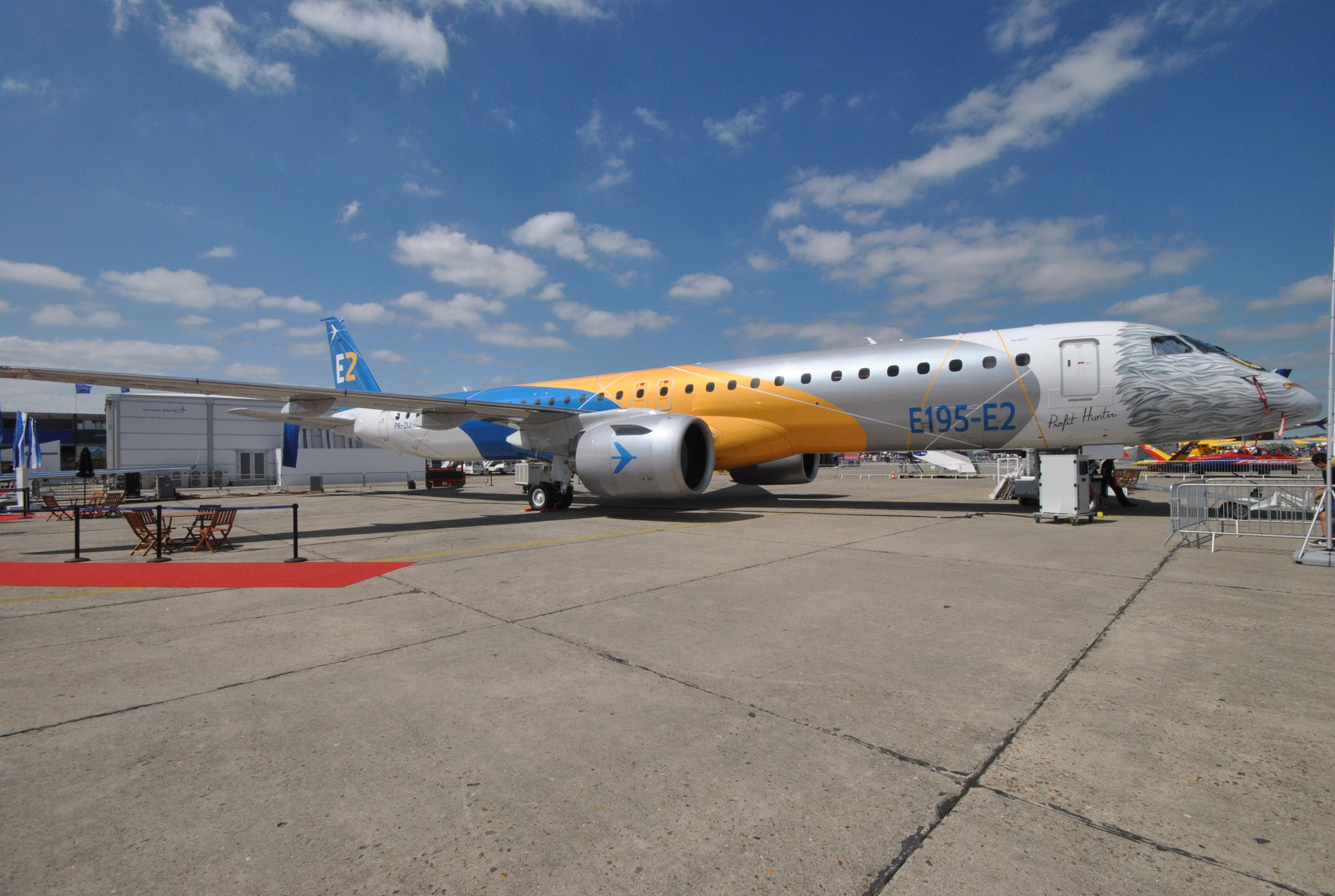
En Embraer E195-E2 på Paris Airshow 2017.

Embraer E-Jet E2 är en serie av tvåmotoriga passagerarjetflygplan som tillverkas av Embraer i Brasilien och ersätter föregångaren Embraer E-Jet. De tre varianterna delar samma skrov med olika längder och tre olika nya vingar, Pratt & Whitney PW1000G-motorer i två storlekar, fly-by-wire med ny avionik och en uppdaterad kabin med 40% större bagageutrymme. Aviserade förbättringar per säte är 16-24% lägre bränsleförbrukning och 15-25% lägre underhållskostnad.
Serien lanserades vid Paris Air Show 2013 och den första varianten, E190-E2, genomförde sin första flygning den 23 maj 2016.

## Varianter

### E175-E2
E175-E2 (EMB 190-500)-modellen är den minsta i familjen av andra generationens E-Jet. E175-E2 kommer att förlängas med en sitsrad från E175, med 0,6m, och rymmer upp till 90 passagerare. Den var planerad att levereras från och med 2020, men leveranserna blev försenade med ett år till 2021.

### E190-E2
Aluminiumvingarnas spännvidd ökade till 33,7 m, medan den större E195-E2 har något längre vingar och mindre vingar i E175-E2. E190-E2 (EMB 190-300) är lika stor som E190, med en kapacitet på upp till 114 passagerare. På grund av bättre bränsleförbrukning än förväntat under provning ökade Embraer i januari 2018 räckvidden till 5 330 km. Widerøe planerar att introducera den den 24 april 2018 mellan Bergen och Tromsø i Norge.

### E195-E2
E195-E2 (EMB 190-400) kommer att förlängas med tre sitsrader jämfört med den gamla modellen och rymmer upp till 144 passagerare. I februari 2016 beslutade Embraer att öka vingbredden på E195-E2 med 1,4 m för ökad lyftkraft, tillsammans med en ökad maximal startvikt om två ton för att utöka räckvidden med 830 km på havsnivå, och 460 km i hot and high-förhållanden.

## Tekniska data
| Variant           | E175-E2                      | E190-E2                                | E195-E2                                |
| ----------------- | ---------------------------- | -------------------------------------- | -------------------------------------- |
| Besättning        | 2 piloter                    | 2 piloter                              | 2 piloter                              |
| Passagerare       | 90                           | 114                                    | 146                                    |
| Längd             | 32,4 m (106,3 ft)            | 36,2 m (118,8 ft)                      | 41,5 m (136,2 ft)                      |
| Höjd              | 9,98 m (32.7 ft)             | 11 m (36.1 ft)                         | 10,9 m (35.8 ft)                       |
| Vingbredd         | 31,0 m (101.7 ft)            | 33,7 m (110.6 ft)                      | 35,1 m (115,2 ft)                      |
| Vingyta           |                              | 103 m²                                 |                                        |
| Maximal startvikt | 44 800 kg                    | 56 200 kg                              | 61 500 kg                              |
| Maximal hastighet | Mach 0.82, 470 kn (870 km/h) | Mach 0.82, 470 kn (870 km/h)           | Mach 0.82, 470 kn (870 km/h)           |
| Räckvidd          | 3 820 km                     | 5 330 km                               | 4 800 km                               |
| Maximal altitud   | 41 000 ft (12 000 m)         | 41 000 ft (12 000 m)                   | 41 000 ft (12 000 m)                   |
| Motorer           | 2× Pratt & Whitney PW1715G   | 2× Pratt & Whitney PW1919G/21G/22G/23G | 2× Pratt & Whitney PW1919G/21G/22G/23G |